# Oratorio di Sant'Antonio da Padova (Siena)
L'oratorio di Sant'Antonio da Padova è una piccola chiesa di Siena, situata in via Tommaso Pendola, già via delle Murella. È l'oratorio della Contrada della Tartuca, e viene comunemente definito dai contradaioli Sant'Antonio alle Murella.
A Siena esiste anche un'altra chiesa di Sant'Antonio da Padova, in via Cecco Angiolieri, che è l'oratorio della Contrada Priora della Civetta.

## Storia
La storia dell'oratorio risale alla seconda metà del XVII secolo, quando i contradaioli tartuchini acquistarono una vecchia casa di proprietà dei frati dell'Ordine di Sant'Agostino. Fu proprio sulle fondamenta di quella casa che venne costruita la nuova chiesa, in stile barocco.
Del progetto e dei lavori di costruzione si occuparono quasi esclusivamente i contradaioli tartuchini: il progettista fu Nicolò Franchini, poi priore della Tartuca; il figlio Jacomo fu l'architetto; Giovanni Antonio Mazzuoli fu lo scultore che realizzò l'altare maggiore; dei vari lavori di costruzione, muratura, stucco, si occuparono i contradaioli stessi.
I lavori iniziarono nel 1682 e terminarono tre anni più tardi.

## Descrizione

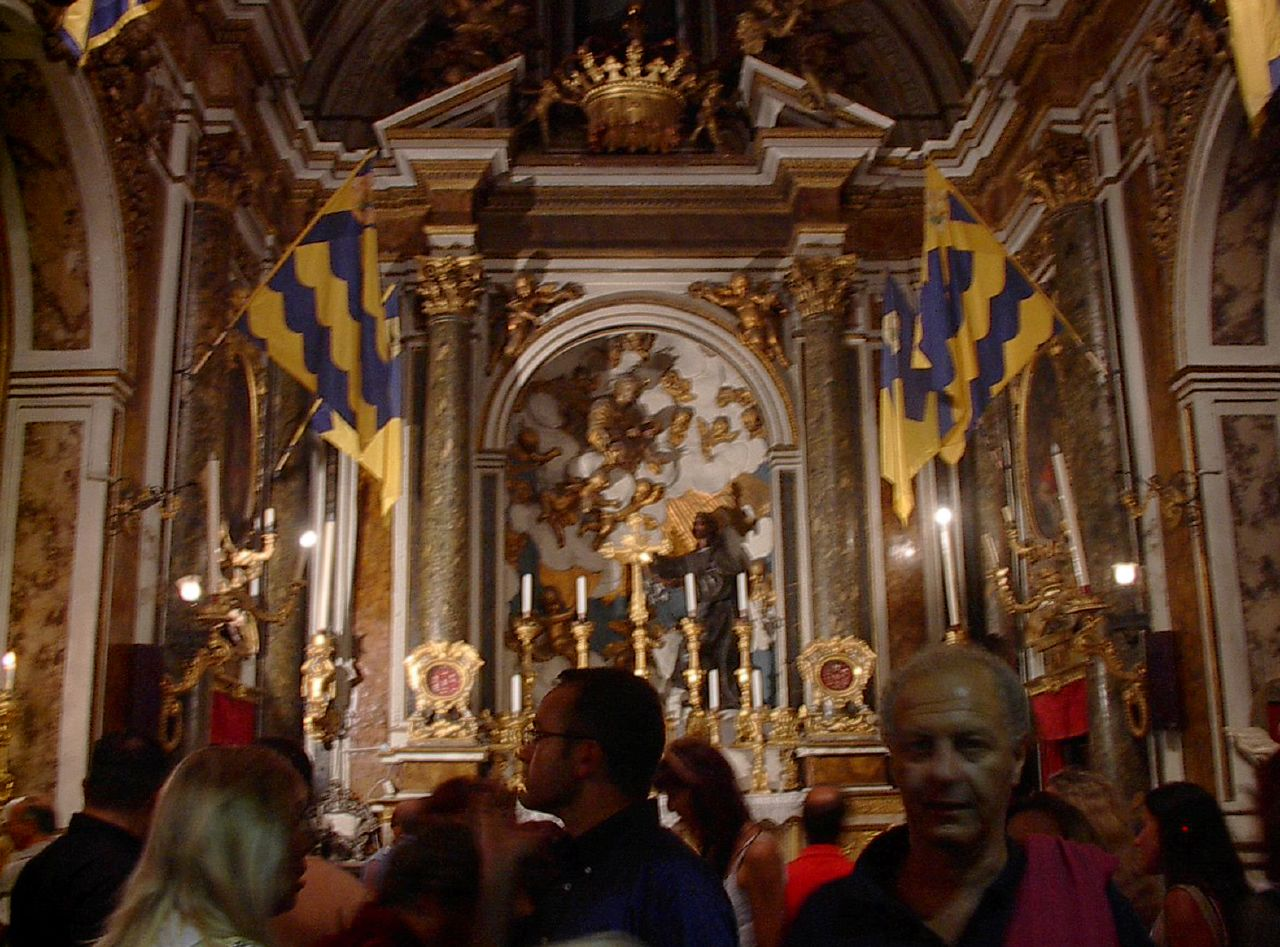
L'interno

La facciata in mattoni si articola su due ordini scanditi da lesene; il campaniletto a vela è stato ricostruito nel 1800.
L'interno ad aula, ritmato da colonne addossate alle pareti, è sormontato da una cupola decorata con i dipinti di Vincenzo Dei raffiguranti Sant'Antonio in gloria (1818). Il contradaiolo Giovan Antonio Mazzuoli eseguì nel 1685 l'altare maggiore e plasmò il bassorilievo in stucco dipinto e dorato con l'Apparizione della Madonna a sant'Antonio da Padova, posto nella nicchia dietro l'altare; allo stesso Mazzuoli spetta la realizzazione di buona parte degli stucchi policromi della chiesa, mentre i due altari laterali furono eretti alla fine del Settecento dal capomastro contradaiolo Gaspero Fineschi ed ornati dallo stuccatore Bernardino Cremoni. Gli arredi lignei dell'oratorio sono fra le espressioni più alte delle manifatture senesi ottocentesche.
I dipinti conservati nella chiesa si devono alle due più rilevanti famiglie di artisti senesi a cavallo tra Seicento e Settecento: i Mazzuoli e i Nasini. Le opere sono state di committenza principalmente contradaiola, oltre che di benefattori legati alla contrada:
- San Girolamo e l'angelo attribuito a Giuseppe Nicola Nasini (1685);
- Sant'Ansano che battezza i senesi, di Annibale Mazzuoli (1686-1689);
- Martirio di San Bartolomeo, di Antonio Nasini (1686);
- San Sebastiano curato da Sant'Irene, di Antonio Nasini (1686);
- Guarigione della gamba staccata, di Antonio Nasini (1693);
- Sant'Antonio che predica ai pesci, di Annibale Mazzuoli (1697);
- un paliotto in legno intagliato e dorato con Scene della vita di sant'Antonio, di Angelo Barbetti (1831-1832) che racchiude un dipinto con La Madonna e il Bambino, di Francesco Mazzuoli (1835).